# Millançay
Millançay – miejscowość i gmina we Francji, w Regionie Centralnym, w departamencie Loir-et-Cher.
Według danych na rok 1990 gminę zamieszkiwało 629 osób, a gęstość zaludnienia wynosiła 11 osób/km² (wśród 1842 gmin Centre, Millançay plasuje się na 585. miejscu pod względem liczby ludności, natomiast pod względem powierzchni na miejscu 58.).